# Constantin Tacou
Ne doit pas être confondu avec Laurence Tacou.
Constantin Tacou, né le 15 janvier 1926 à Livadiá (Grèce) et mort le 22 janvier 2001 à Paris 4e, est un traducteur et éditeur français d'origine roumaine (valaque). Il fut, de 1976 à sa mort, le directeur de la maison d’édition L'Herne et de la revue Les Cahiers de L'Herne.

## Biographie
Il étudie les lettres et la philosophie à l'université de Bucarest, où s'installe sa famille, dès 1932, et traduit le poète turc Ahmet Haşim (en), et rejoint Paris en 1948 où il rencontre Mircea Eliade, Cioran  et Georges Dumézil puis Dominique de Roux, le fondateur des éditions de L'Herne, dont il prend la direction en 1976.
Polyglotte accompli, il a servi comme assistant de Georges Dumézil (pour les langues turco-mongoles) à l'Institut des langues orientales dans les années 1950.
Il fut documentariste pour l'Unesco et travaille au début des années 1970 avec Dominique de Roux.
En 1976, il prend la direction des éditions de L'Herne jusqu'à sa mort et publie pour commencer les Illusions dans l'équilibre des puissances, collection d'essais écrits entre 1971 et 1976, de Zbigniew Brzeziński, en 1977, charge Michel Haar de réaliser le Cahier de L'Herne sur Martin Heidegger, en 1983, puis Marc Crépon celui sur Friedrich Nietzsche, en 2000.
Marié à Christiane Ida Geneviève Seguin, petite-fille de Louis Seguin, ingénieur et fondateur avec son frère de la Société Gnôme & Rhône (aujourd'hui Snecma), le couple a eu cinq enfants dont Laurence Tacou et Georgina Tacou, auteure.

## Décoration
- Chevalier des Arts et des Lettres